# 431年
| 千纪： | 1千纪 |
| 世纪： | 4世纪 \| 5世纪 \| 6世纪                                                                                      |
| 年代： | 400年代 \| 410年代 \| 420年代 \| 430年代 \| 440年代 \| 450年代 \| 460年代                                    |
| 年份： | 426年 \| 427年 \| 428年 \| 429年 \| 430年 \| 431年 \| 432年 \| 433年 \| 434年 \| 435年 \| 436年              |
| 纪年： | 辛未年（羊年）；北魏神䴥四年；北凉承玄四年，義和元年；北燕太兴元年；夏胜光四年；西秦永弘四年；南朝宋元嘉八年 |

## 大事记
- 中国
  - 宋文帝第一次元嘉北伐中宋軍在河南各戍得而復失，無功而返。
  - 夏国灭西秦。
  - 吐谷浑灭夏国。
  - 復立珠厓郡，屬交州。
- 東羅馬帝國
  - 拜占庭皇帝狄奧多西二世召開以弗所公會議，君士坦丁堡牧首聶斯脫里被認定為異端並革除職務。
- 瑪雅文明
  - 3月11日馬雅城邦帕倫克立國

## 逝世
- 乞伏暮末